# چیشنگوو
چیشنگوو (به لهستانی:  Cieszeniewo) یک روستا در لهستان است که در گمینا شویدوین واقع شده‌است. چیشنگوو ۲۲۰ نفر جمعیت دارد.